# Vladimir Drinfeld
Vladimir Guerchonovitch Drinfeld (en ukrainien : Володимир Гершонович Дрінфельд ; en russe : Владимир Гершонович Дринфельд), né le 14 février 1954 à Kharkov, en Ukraine (Union soviétique), est un mathématicien américano-ukrainien. Ses travaux portant entre autres sur la géometrie algébrique, la théorie des nombres et la physique mathématique lui valent d'être lauréat de la médaille Fields en 1990.
Les travaux de Drinfeld portent entre autres sur la géométrie algébrique sur les corps finis, la théorie des nombres, à travers les notions de module elliptique et la théorie de la correspondance de Langlands géométrique. Drinfeld a introduit la notion de groupe quantique (découvert au même moment et indépendamment par Michio Jimbo) et a apporté d'importantes contributions à la physique mathématique, en théorie des instantons et des solitons.

## Biographie
Vladimir Drinfeld naît le 14 février 1954 à Kharkov dans une famille juive.
Aux Olympiades internationales de mathématiques de 1969, à l'âge de quinze ans, il remporte, avec un score parfait, une médaille d'or pour l'URSS. Il est à ce moment le plus jeune participant à atteindre un tel score, qui à depuis été dépassé seulement quatre fois, par Noam Elkies, Sergueï Koniaguine ou Terence Tao. Il entre ensuite à l'université de Moscou et à l'Institut de mathématiques Steklov.
Il est récompensé par la médaille Fields en 1990. Il reçoit le prix Wolf de mathématiques en 2018 et le prix Shaw de sciences mathématiques en 2023. Depuis janvier 1999, il est professeur à l'université de Chicago.

## Travaux
En 1974, à l'âge de vingt ans, Drinfeld annonça une preuve des conjectures de Langlands pour GL2 sur un corps global de caractéristique positive. Au cours de la preuve des conjectures, Drinfeld a introduit une nouvelle classe d'objets qu'il a appelés « modules elliptiques » (maintenant connus sous le nom de modules de Drinfeld). En 1983, Drinfeld publie un court article élargissant la portée des conjectures de Langlands. Les conjectures de Langlands, lors de leur publication en 1967, pouvaient être considérées comme une sorte de théorie non-abélienne du corps de classes. Elle postule l'existence d'une correspondance bijective naturelle entre les représentations galoisiennes et certaines formes automorphes. La naturalité est donnée par la correspondance des fonctions L. Drinfeld a souligné qu'au lieu de formes automorphes, on peut considérer des faisceaux pervers automorphes ou des D-modules automorphes. « L'automorphicité » de ces modules et la correspondance de Langlands peuvent être comprises en termes d'action des opérateurs de Hecke.
En 1986, il fait un exposé au congrès international des mathématiciens à Berkeley, où il invente le terme « groupe quantique » en référence à des algèbres de Hopf qui sont des déformations d'algèbres enveloppantes d'algèbres de Lie, et relie leur étude à l'équation de Yang-Baxter, qui est une condition nécessaire pour que les modèles en mécanique statistique soient résolubles (au sens de groupe résoluble).
Il généralise aussi la notion d'algèbre de Hopf en celle d'algèbre quasi-Hopf et introduit l'étude des « twists de Drinfeld », qui peuvent être employées pour factoriser la R-matrice correspondant à la solution de l'équation de Yang-Baxter associée à une algèbre de Hopf quasi-triangulaire.
Drinfeld collabore également avec Alexander Beilinson pour reconstruire la théorie des algèbres vertex de façon intrinsèque, sans coordonnées, lesquelles ont pris une importance croissante pour la théorie conforme des champs en dimension deux, la théorie des cordes et le programme de Langlands géométrique. Drinfeld et Beilinson publient leur travail en 2004 dans un livre intitulé Chiral Algebras.